# Schwellbeanspruchung
Unter einer Schwellbeanspruchung, auch Schwellbelastung, versteht man in der Festigkeitsberechnung eine dynamische (zeitlich veränderliche) Bauteilbeanspruchung, bei der dieses periodisch nur mit einer Zug- oder nur einer Druckbeanspruchung beaufschlagt wird. Der Betrag der Beanspruchung liegt schwankend zwischen zwei positiven Werten oder zwischen einem positiven Wert und null.
Wird das Bauteil abwechselnd mit einer Zug- und Drucklast beaufschlagt, so bezeichnet man dies als Wechselbeanspruchung. Die Beanspruchungen sind dann abwechselnd positiv (Zug) und negativ (Druck).

## Auswirkungen dynamischer Bauteilbelastungen
Eine dynamische Beanspruchung ist für ein Bauteil kritischer als eine statische Belastung, da sich das Bauteil ständig verformt. Dabei verhält es sich makroskopisch elastisch; an Fehlerstellen im Bauteil können dabei jedoch aufgrund bruchmechanischer Vorgänge Spannungen oberhalb der Elastizitätsgrenze auftreten, die örtlich plastische Verformungen verursachen. Dies kann dann im betroffenen Bereich zur Versprödung durch Kaltverfestigung und daraus resultierend Rissbildung führen. Je nach Gestaltung der Konstruktion und abhängig vom Werkstoff sind Bauteile unterschiedlich anfällig für solche Rissbildungen.

## Regelwerke
Eine der wichtigsten, für den Betriebsfestigkeitsnachweis dynamisch belasteter Bauteile zur Anwendung kommende Normen ist die DIN 15018 Krane. Diese legt eine maximal zulässige Bauteilspannung fest. Diese hängt ab von
- einer anwendungsbezogenen Beanspruchungsgruppe
- der Bauteilgeometrie (Kerbzahlen)
- der Anzahl der Lastwechsel
- der Art der dynamischen Belastung, die sich im
  - Spannungsverhältnis und
  - einem Spannungskollektiv (Häufigkeit großer oder kleiner Spannung) niederschlägt.

Das Spannungsverhältnis R wird ermittelt als Quotient des Lastwechsels zwischen der betragsmäßig maximalen rechnerischen Druckspannung {\displaystyle \sigma _{\rm {min}}\leq 0} und der maximalen rechnerischen Zugspannung {\displaystyle \sigma _{\rm {max}}\geq 0} im Bauteil:
{\displaystyle R={\frac {\sigma _{\rm {min}}}{\sigma _{\rm {max}}}}}
| R-Wert                  | {\displaystyle \sigma _{\rm {min}}} | {\displaystyle \sigma _{\rm {max}}}    | Bezeichnung           |
| ----------------------- | ----------------------------------- | -------------------------------------- | --------------------- |
| {\displaystyle 0}       | {\displaystyle 0}                   | {\displaystyle >0}                     | Zugschwellbelastung   |
| {\displaystyle \infty } | {\displaystyle <0}                  | {\displaystyle 0}                      | Druckschwellbelastung |
| {\displaystyle -1}      | {\displaystyle <0}                  | {\displaystyle -\sigma _{\rm {min}}>0} | Wechselbelastung      |

Ein positives Spannungsverhältnis (R ≥ 0) bedeutet eine reine Zug- oder Druckschwellbeanspruchung, ein negatives Spannungsverhältnis dagegen – wegen des Vorzeichenwechsels – eine Zug-Druck-Schwellbelastung bzw. Wechselbelastung. Hierbei mindert das Auftreten von Druckspannungen die zulässige Bauteilspannung stärker als das Auftreten von Zugspannungen. Aus diesen Parametern ist die zulässige maximale Bauteilspannung zu errechnen.
Zur Vermeidung von durch Schwellbelastungen verursachtem Bauteilversagen ist die konstruktive Gestaltung von Bauteilen von höchster Bedeutung. Die zur Bestimmung der Kerbzahlen eingesetzten Schaubilder in der DIN 15018 geben dem Konstrukteur wichtige Informationen zur Vermeidung ungünstiger Bauteilgeometrien.